# Megalodon
Megalodon (Otodus megalodon lub Carcharocles megalodon) – wymarły gatunek ryby chrzęstnoszkieletowej, prehistoryczny rekin, największa ze znanych ryb drapieżnych. Żył 15,9–2,6 mln lat temu w morzach miocenu i pliocenu.
Z powodu chrzęstnej budowy szkieletu zachowało się niewiele skamieniałości tego gatunku i jest on znany głównie ze skamieniałości w postaci olbrzymich trójkątnych zębów o drobno ząbkowanych brzegach, od których pochodzi nazwa gatunku (z gr. mégas, D.-megálou – wielki + odoús, D.-odóntos – ząb). Według wczesnej rekonstrukcji szczęk, sporządzonej przez Bashforda Deana, megalodon mógł przekraczać nawet 25 m długości, jednak rekonstrukcja ta okazała się nieprawidłowa. W 1996 roku znaleziono ząb megalodona mierzący 16,8 cm długości, będący wówczas największym znanym zębem tego rekina. Później odkryto jeszcze większe zęby, co pozwoliło oszacować długość ciała rekina na ponad 18 m. Nowsze analizy wskazują na maksymalną długość między 14,5 a 16 m. Na podstawie porównań ze współczesnymi rekinami szacuje się, że u 16-metrowego megalodona głowa miała prawdopodobnie długość ok. 4,65 m, płetwa grzbietowa – ok. 1,62 m wysokości, a płetwa ogonowa – 3,85 m wysokości. Megalodony cechowały się dużą zmiennością maksymalnych rozmiarów (zarówno w czasie geologicznym, jak i przestrzeni). Ponadto dobór naturalny premiował duże rozmiary, co prowadziło do zwiększania się rozmiarów ciała w czasie ewolucji gatunku.
Megalodon był drapieżnikiem polującym prawdopodobnie na wieloryby i inne duże ssaki morskie, mógł też polować na inne rekiny, ale tych przypuszczeń nie udało się udowodnić. Był szeroko rozprzestrzeniony w morzach mioceńskich.
Rodzaj Carcharodon, wyodrębniony w kredzie, obecnie reprezentowany jest jedynie przez żarłacza białego. Megalodon został zaklasyfikowany do tego rodzaju jako przypuszczalny przodek żarłacza białego. Nowsze badania filogenetyczne wskazują jednak, że megalodon należy do odrębnej linii ewolucyjnej lamnokształtnych – Otodontidae. W związku z tym obecnie klasyfikowany jest albo w rodzaju Otodus, albo Carcharocles.

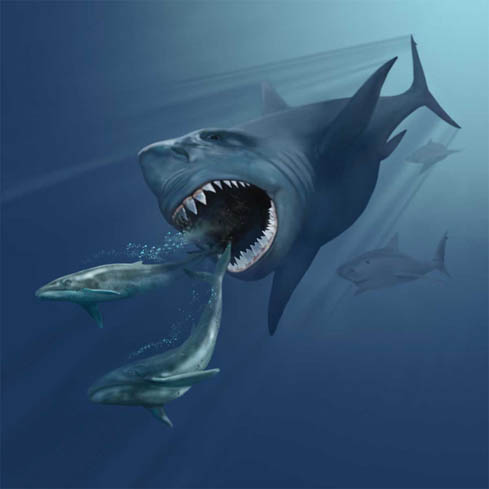
Megalodon w pogoni za Eobalaenoptera.
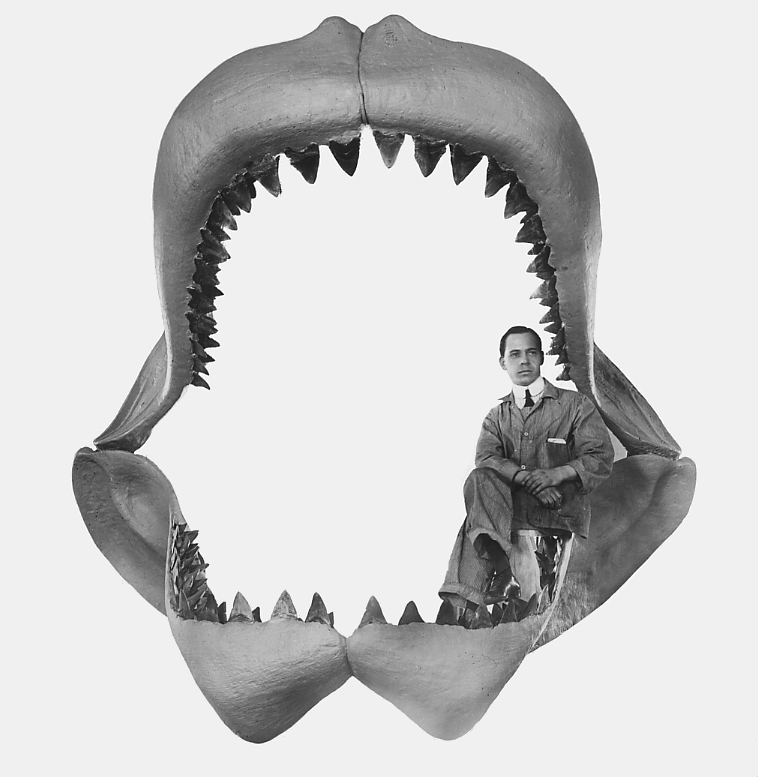
Rekonstrukcja Deana Bashforda z 1909 r.
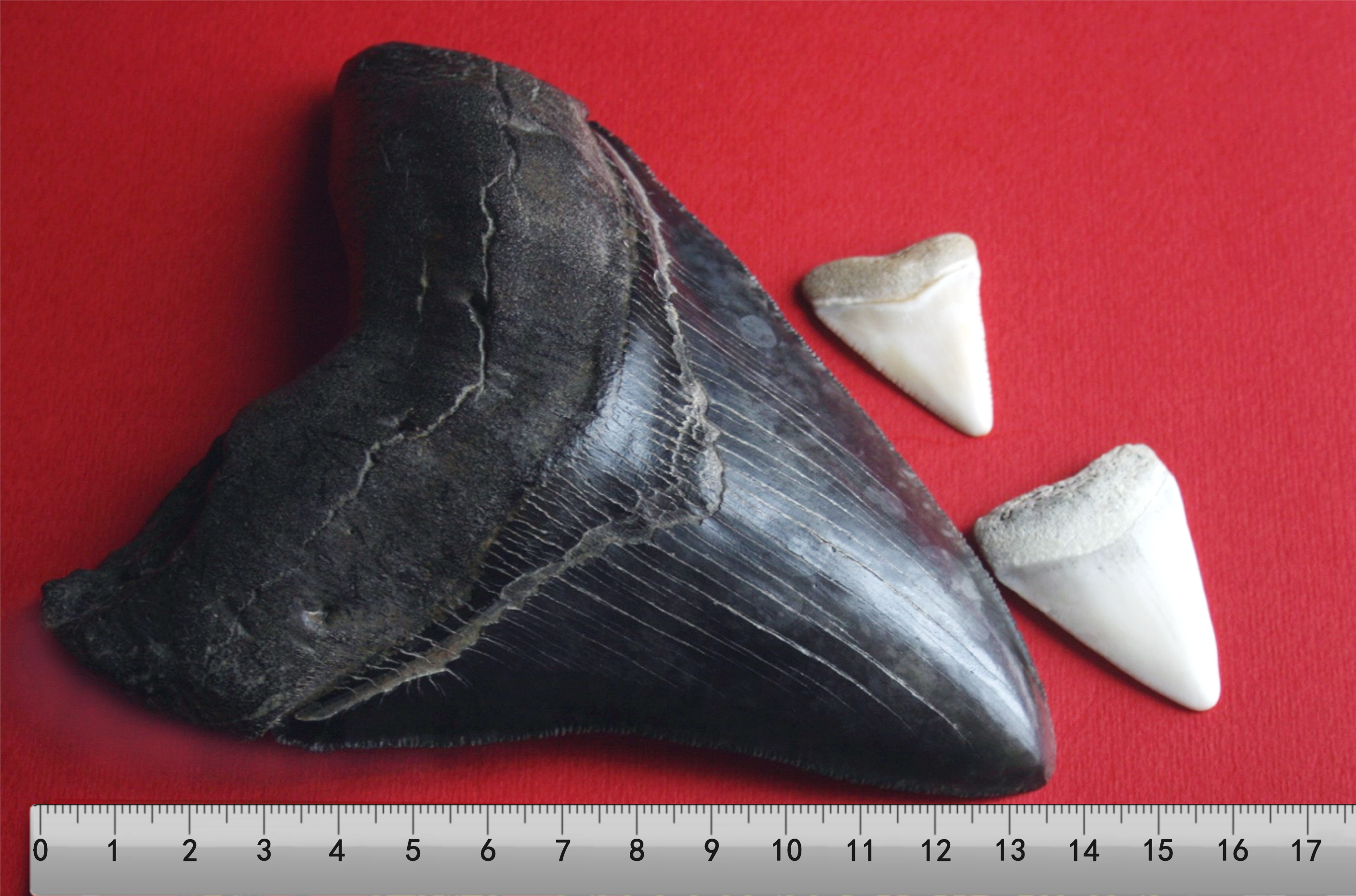
Ząb megalodona w porównaniu z zębami żarłacza białego

## Odniesienia w kulturze
Megalodon pojawia się w wielu dziełach kultury, w tym serii powieści Meg Steve'a Altena i jej filmowej adaptacji z 2018 roku, oraz w 22. odcinku serialu animowanego Głębia.